# Susanne Hobohm
Christina Susanne Hobohm, född 16 april 1952, är en svensk journalist, redaktör och skribent.
Hobohm läste på Journalisthögskolan 1972–1974 och arbetade för Åhlén & Åkerlund 1974–1980.
Hobohm började på Expressen 1982 och blev sedermera bland annat redaktör för Söndags-Expressen. Den 4 oktober 1999 blev hon chefredaktör för Göteborgs-Tidningen. Hon lämnade GT år 2001. Hon lämnade Expressen helt år 2002 och arbetade därefter som frilans. Hon var därefter bland annat producent för Studio Ett, krönikör i Stockholm City och skrev för M Magasin.
År 2007 blev hon medlem av Dagens Nyheters redaktionsledning för med ansvar för tidningens featurebilagor. Hon slutade som featurechef år 2011.
Hon är dotter till direktören Gerhard Hobohm (1919–2013) och Ulla Hobohm (född Hermansson).